# Ω-氧化

ω-氧化（ω-oxidation）是存在于某些动物之中的一种脂肪酸代谢途径。它是β-氧化的替代途径，因发生在ω-碳（即末端甲基碳，离羧基最远的碳原子）而得名。
脊椎动物中参与ω-氧化的酶主要位于肝细胞和肾细胞的内质网上，其中的混合功能加氧酶需要细胞色素P450、氧气和NADPH。经ω-氧化进行代谢的脂肪酸不需活化。

## 步骤
| 反应类型 | 酶             | 解释                               | 反应式 |
| 羟基化   | 混合功能氧化酶 | 向ω-碳上引入一个羟基。生成羟基酸。 |        |
| 氧化     | 醇脱氢酶       | 醇被NAD+氧化为醛。                 |        |
| 氧化     | 醛脱氢酶       | 醛被NAD+氧化为二羧酸。             |        |

二羧酸的两个羧基可以通过与CoA缩合而活化，并进入β-氧化进行代谢。二羧酸β-氧化的最终产物有己二酸、丁二酸；丁二酸可以进入柠檬酸循环被代谢掉。